# Слюда

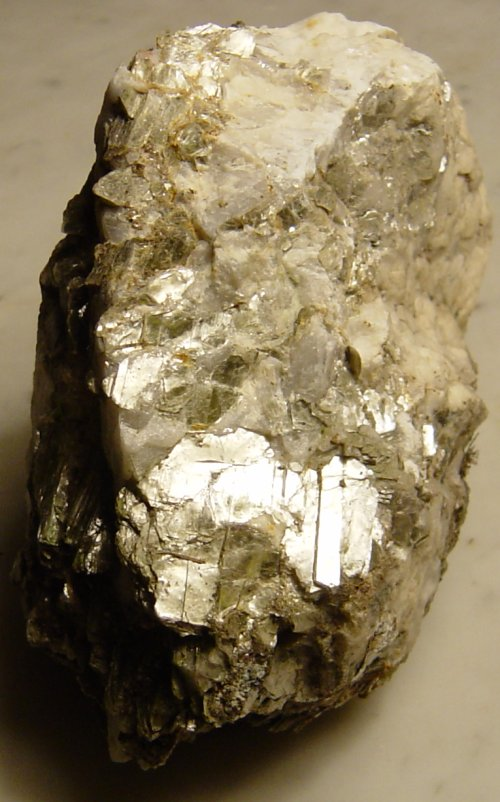
Порода зі слюдою

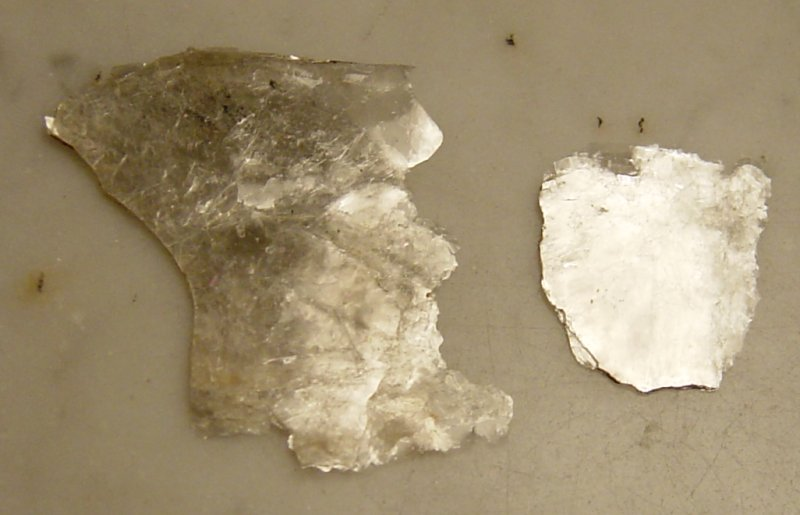
Слюдяні фрагменти

Слюди (англ. mica; нім. Glimmer; пол. łyszczyk; рос. слюда) — група поширених породотвірних мінералів підкласу шаруватих силікатів, водні алюмосилікати лужних і лужноземельних металів. Мають важливе промислове значення. Становлять собою гідроксил- і фторвмісні алюмосилікати. Інші українські назви слюди — лища́к, лосня́к, бли́сник, блестня́к, блисня́к.

## Загальний опис
Слюди — група мінералів підкласу шаруватих силікатів, водні алюмосилікати лужних і лужноземельних металів з загальною формулою: XY2-3 Z(Al)0-2Z(Si)2-4O10(OH, F)2, де Х — К, Na, Са; Y — AI, Mg, Fe, Mn, Cr, Li, Ti; Z — Si, Al, Fe3+, Ti. Крім основних хімічних компонентів — О, Н, К, Na, Li, Mg, Fe, Al, Si — до складу слюди входять як ізоморфні, так і механічні домішки: Mn, F, Rb, V, В, Ga, Ti, Zr, Sn, In, Ba, Sr, Ca, Cl, S, Р та ін. Найбільш характерна особливість слюд полягає в тому, що вони утворюють пакети і розшаровані на тонкі пластинки внаслідок довершеної спайності за площиною (001). Легко розщеплюються на тонкі, гнучкі, пружні листочки та пластинки. Більшість слюд кристалізуються у моноклінній сингонії.
За хімічним складом усі слюди поділяються на три групи (ряди):
- 1. каліїсто-натріїсті (мусковіт, парагоніт),
- 2. літіїсті (лепідоліт, цинвальдит),
- 3. магніїстозалізисті (флогопіт, біотит, лепідомелан).
- Окремо виділяють гідрослюди (ґлауконіт, вермікуліт, гідробіотит, гідромусковіт).

Кожний із зазначених рядів є ізоморфним. За структурними формулами каліїсто-натріїсті слюди виділяють під назвою гептафілітів, а літіїсті і магніїсто-залізисті — октафілітів. За фізичними властивостями і морфологією всі слюди дуже близькі між собою.
Крім того, виділяють:
- Слюди діоктаедричні — слюди, в структурі яких заповнено лише 2/3 можливих октаедричних положень. Це гептофіліти (мусковіт, парагоніт) та ін. мінерали-аналоги шаруватої будови.
- Слюди тріоктаедричні — сліди, в структурі яких заповнені всі можливі октаедричні положення. До них належать октафіліти (магніїсто-залізисті і літіїсті слюди) та ін. шаруваті мінерали-аналоги.
- Слюди крихкі — алюмосилікати шаруватої будови, які за своєю будовою і фізичними властивостями дуже близькі до слюд. На відміну від звичайних слюд пакети в крихкій слюді зв'язуються катіонами не лугів, а кальцію. Ці слюди дуже рідкісні, утворюють суцільні лускувато-зернисті маси. Твердість їх вища, а спайність гірша, ніж у звичайних слюд.

Слюди — головні породотвірні мінерали більшості вивержених гірських порід. Мають шарувату структуру. Будова кристалів листувата з досконалою спайністю в одному напрямку. Тердість від 2 (гідрослюди) до 4,5 (маргарит). Густина від 2,3 у гідрослюд до 2,8-2,9 у мусковіту і лепідоліту і до 3,0-3,3 у флогопіту і біотиту. Промислове значення мають мусковіт, флогопіт, вермікуліт, глауконіт, а також літієві слюди (як літієва руда). Застосовуються в електро- і радіотехніці.

## Різновиди

### Мусковіт
- Інші назви: біла, калієва слюда.
- Хімічна формула: KAl2(Si3Al)O10(OH, F)2.
- Колір: від прозорого до білого, рідше — до жовтого, рожевого, зеленого.
- Входить до складу лише кислих порід (гранітоїди та ріоліти).

### Біотит
- Інша назва: чорна слюда.
- Хімічна формула: K(Mg, Fe2+)3(Al, Fe3+)Si3O10(OH, F)2.
- Непрозорий.
- Колір: від зеленого до чорного.
- Входить до складу порід, утворений виверженнями вулканів.

### Флогопіт
- Інші назви: бурштинова, магнезіальна слюда.
- Хімічна формула: KMg3(Si3 Al)O10(F, OH)2.
- Колір: від жовтого до коричневого, рідше — прозорий.
- Спайні листочки флогопіту на світло вирізняються золотавими й червоно-коричневими відтінками.

### Лепідоліт
- Інша назва: літієва слюда.
- Хімічна формула: K(LiAl)3(SiAl)4O10(F, OH)2.
- Колір: рожевий чи бузковий, рідше — білий, жовтуватий, сірий

Розрізняють також:
- слюду баріїсту (мусковіт баріїстий),
- слюду ванадіїсту (росколіт — діоктаедрична слюда шаруватої будови, багата на ванадій, KV2[(OH)2|AlSi3O10, вміст V2O3 — 24 %),
- слюду водну (суміш гідромагнезиту з кальцитом),
- слюду воронячу (назва біотиту та (або) чорного цинвальдиту, багатого на Fe),
- слюду залізну (лепідомелан),
- слюду каліїсту (застаріла назва мусковіту),
- слюду калієво-літієво-залізисту (цинвальдит),
- слюду кальціїсту (застаріла назва маргариту),
- слюду літіїсту (1. Лепідоліт; 2. Цинвальдит),
- слюду літіїсто-залізну (цинвальдит),
- слюду літіокаліалюмініїсту (зайва назва лепідоліту),
- слюду лужну (загальна назва мусковіту, парагоніту, лепідоліту та їх різновидів),
- слюду лускувату (слюда звичайна),
- слюду магніїсту (флогопіт), слюду магніїсто-залізну (біотит),
- слюду марганцеву (біотит марганцевий),
- слюду марганцевисту (біотит марганцевистий),
- слюду натріїсту (парагоніт),
- слюду перламутрову (маргарит),
- слюду поперечну (порфіробласти слюди короткопризматичного обрису, розміщені перпендикулярно до сланцюватості порід),
- слюду ромбічну (загальна назва біотиту та флогопіту),
- слюду сріблисту (тонколускуватий мусковіт),
- слюду титанову (воданіт — біотит з нефелінових порід з вмістом ТіО2 до 12,5 %), слюду титанистозалізну (пластинчастий ільменіт),
- слюду уранову кальціїсту (отеніт),
- слюду хромисту (загальна назва мусковіту хромистого та біотиту хромистого),
- слюду чорну (загальна назва стильпномелану та кронштедтиту),
- слюду 6Н (гексагональна політипна модифікація слюди з періодом повторення шарів у 6 одиниць).

## Розповсюдження
Головні постачальники листової слюди — Індія та Бразилія. За валовим виробництвом лідирують США (зокрема Північна Кароліна). На літієву слюду багаті родовища Намібії. Головним виробником флогопіту є Мадагаскар. У Росії родовища флогопіту розташовані в Іркутській області, Карелії; флогопіту — на Забайкаллі, Якутії, Таймирі та Кольському півострові.

## Використання
З мінералів групи слюди найважливіше промислове значення мають мусковіт і флогопіт. Найтонші, рівні і гнучкі листочки їх характеризуються діелектричними властивостями і механічною міцністю; термічністю і хімічною стійкістю; дуже малою гігроскопічністю і високою жаростійкістю (до 500–800 °С). Завдяки вдалому поєднанню цих властивостей мусковіт і флогопіт є найціннішим природним високоякісним електроізоляційним матеріалом. Окремі кристали слюд досягають іноді 1 м.

### Технічне
- Листова слюда. До неї відносять світлі, прозорі різновиди, які розщеплюються на «книжки» різної товщини, придатні для штамповки виробів потрібних форм. Завдяки високим електроізоляційним формам використовується у радіоелектроніці, електромашинобудуванні, електротермії.
- Дрібнолускова слюда. Використовується для виготовлення теплоізоляційних матеріалів в галузях теплоенергетики, будівельництва й використовується як сорбент у сільському господарстві.
- Фарби та покриття. Дрібно мелена слюда з нанесеним покриттям діоксиду титану (TiO2) широко застосовується для досягнення «перламутрового» ефекту в автомобільних покриттях.

### Декоративне

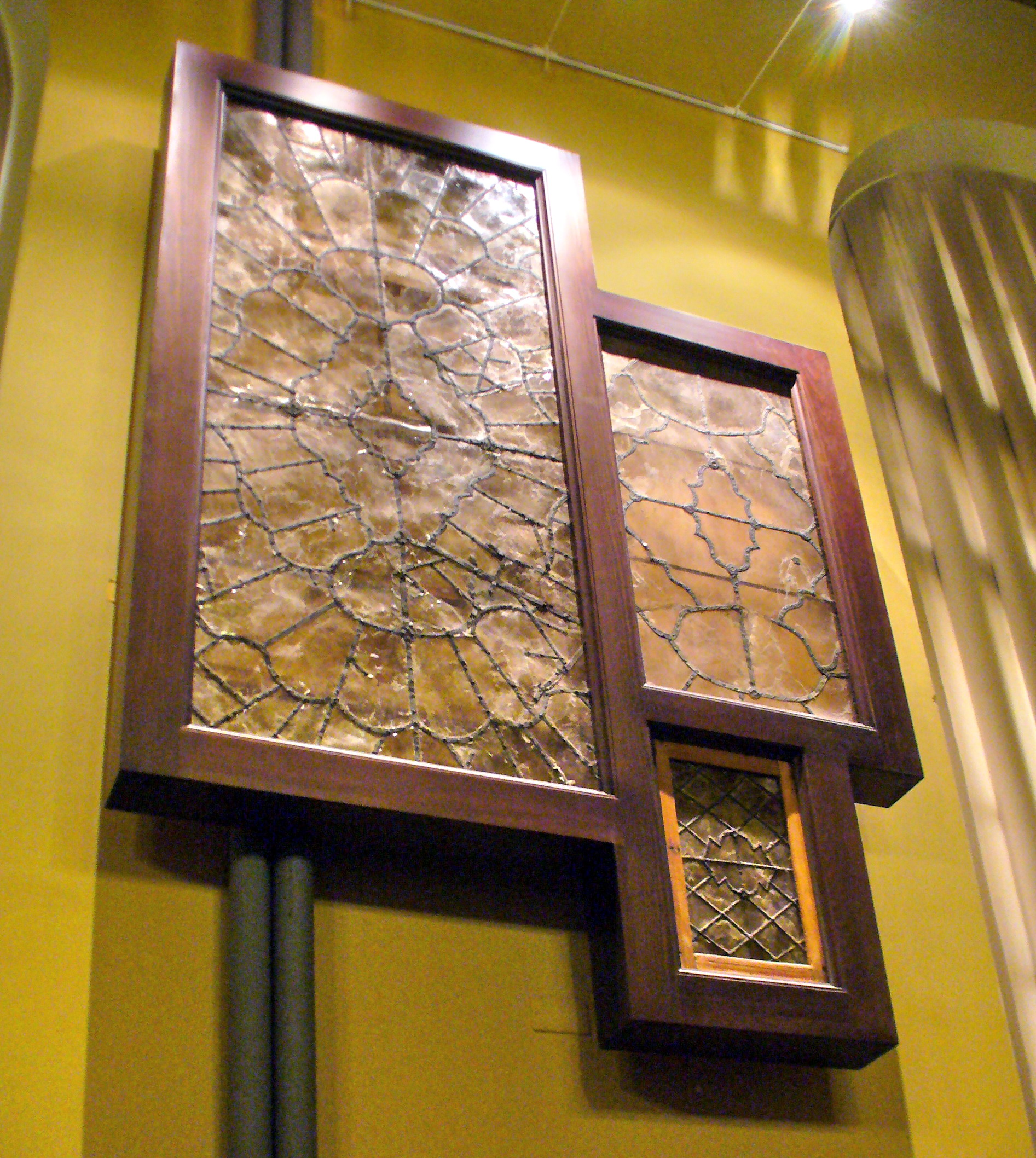
Вікна з мусковіту

У старовинних світильниках пластинки слюди слугували віконцями, що закривали відкритий вогонь. Також широко мінерал застосовувався для оздоблення храмів, при створенні ікон. Вишукані візерунки вкривали «теремки» — скриньки для зберігання тканин, одягу, коштовностей та ділових паперів.
У кораблебудівництві слюда використовувалась в ілюмінаторах. Зараз застосовується при створенні яхт.
Під час реставрації предметів декоративно-прикладного мистецтва з кістки чи дорогих порід дерева використовується поруч з перламутром та фольгою.